# Шереньга
Ше́реньга — река в Вельском и Шенкурском районах Архангельской области Российской Федерации, правый приток реки Вага (бассейн Северной Двины).
Длина реки — 92 км, площадь водосборного бассейна — 581 км². Питание смешанное, с преобладанием снегового. Замерзает в октябре — ноябре, вскрывается в апреле — начале мая. Высота истока — 200 м над уровнем моря. Высота устья — 35 м над уровнем моря.
В 1993 году в среднем течении Шереньги был образован Шеренгский заказник.

## Населённые пункты
В устье реки находятся деревеньки бывшего села Шереньга: Горская, Рохмачёвская, Тронинская и Шиловская (Усть-Паденьгское сельское поселение Шенкурского района). В среднем течении находится посёлок Саргино Попонаволоцкого сельского поселения Вельского района.

## Данные водного реестра
По данным государственного водного реестра России и геоинформационной системы водохозяйственного районирования территории РФ, подготовленной Федеральным агентством водных ресурсов:
- Бассейновый округ — Двинско-Печорский
- Речной бассейн — Северная Двина
- Речной подбассейн — Северная Двина ниже места слияния Вычегды и Малой Северной Двины
- Водохозяйственный участок — Вага

### Притоки
- Вамшереньга
- Кастровка
- Полдневая
- Чёрная
- Шудрова